# Dvorište (okręg pomorawski)
Dvorište (cyr. Двориште) – wieś w Serbii, w okręgu pomorawskim, w gminie Despotovac. W 2011 roku liczyła 458 mieszkańców.